# Szczawno-Zdrój
Szczawno-Zdrój (niem. Bad Salzbrunn) – miasto uzdrowiskowe – gmina miejska w województwie dolnośląskim, w powiecie wałbrzyskim, położone jest w południowo-zachodniej Polsce na Dolnym Śląsku w Sudetach środkowych. W latach 1975–1998 miasto administracyjnie należało do województwa wałbrzyskiego.
Według danych GUS z 1 stycznia 2023 r. miasto miało 5243 mieszkańców (554. miejsce w kraju).

## Położenie
Według danych z 1 stycznia 2023 r. powierzchnia miasta wynosiła 14,81 km² (412. miejsce w kraju). Miasto stanowi 2,89% powierzchni powiatu.
Miasto jest położone w Sudetach środkowych, na pograniczu Gór Wałbrzyskich i Pogórza Wałbrzyskiego w bezpośrednim kontakcie z Wałbrzychem. Leży na wysokości ok. 410 m n.p.m. u podnóża góry Chełmiec (850 m n.p.m.) najwyższego szczytu masywu Chełmca, drugiego szczytu Gór Wałbrzyskich, wznoszącego się na południe od miasta, oraz u podnóża Góry Parkowej, zwanej zwyczajowo Wzgórzem Gedymina, będącej częścią Wzniesień Ptasiej Kopy–Stróżka, rozprzestrzeniających się na wschód od miasta.
Według danych z 2002 Szczawno-Zdrój ma obszar 14,87 km², w tym: użytki rolne (grunty orne i trwałe użytki zielone) 36%, nieużytki i obszary leśne 64%.
Szczawno-Zdrój graniczy z dwoma miastami: Wałbrzych i Boguszów-Gorce oraz z gminą Stare Bogaczowice.

## Toponimia

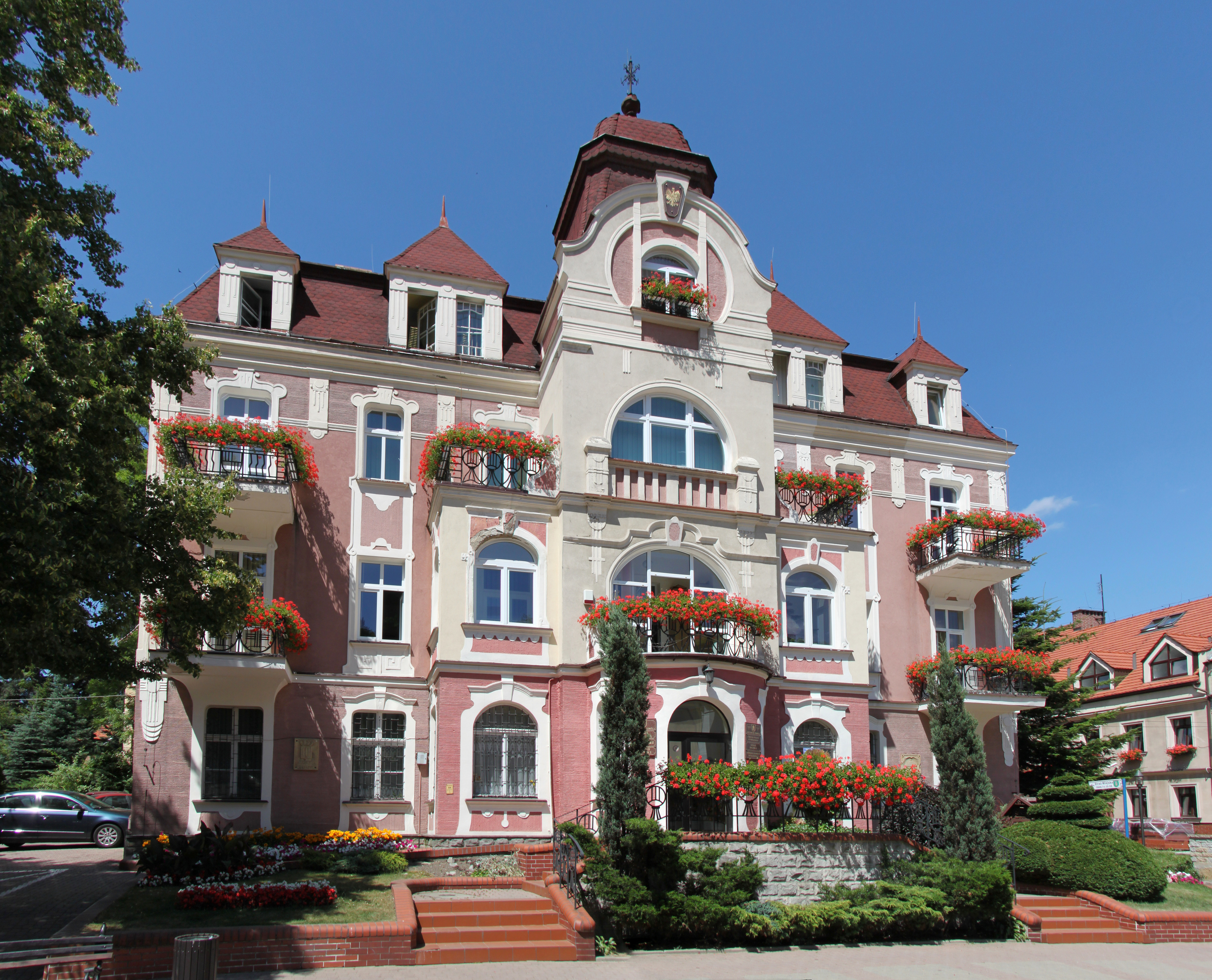
Urząd miejski w Szczawnie-Zdroju, ul. Kościuszki 17

Do stycznia 1935 obowiązywała nazwa Ober Salzbrunn. Na fali przydawania uzdrowiskom ze względów promocyjnych predykatu Bad, 9 stycznia 1935 r. zmieniono tę nazwę na Bad Salzbrunn.
W 1946 roku wprowadzono urzędowo nazwę Szczawno Zdrój, zastępując nazwę niemiecką, choć przez krótki czas po wojnie funkcjonowały także nazwy Słońsk i Solice Zdrój.
Nazwa miejscowości Szczawno-Zdrój pisana z łącznikiem (dywizem) jest formą zatwierdzoną urzędowo. Forma nazwy pisana bez łącznika, tzn. Szczawno Zdrój, jest formą potoczną. Do niedawna forma Szczawno Zdrój była jednak podawana jako poprawna przez słowniki języka polskiego (np. przez Nowy słownik ortograficzny PWN). Powstawał przez to rozdźwięk pomiędzy formą urzędową nazwy tego miasta a formą słownikową. Jednak te różnice przestały istnieć w 2004, kiedy Rada Języka Polskiego uchwaliła taki sposób zapisu wieloczłonowych nazw miejscowych.
Ponadto w nazwach dwuczłonowych odmieniają się oba człony, dlatego należy odmieniać zarówno nazwę, jak i określenie Zdrój. Brak odmiany predykatu Zdrój jest często spotykanym błędem nawet wśród samorządowców i dziennikarzy.

## Historia
Pierwsza wzmianka o wtedy jeszcze wsi książęcej została zawarta w 1221, w „Księdze Henrykowskiej” (dokument Henryka I Brodatego). Od końca XIV wieku włączono ją do dóbr zamku Książ. Losy wsi zmieniały się wraz z dziejami zamku.

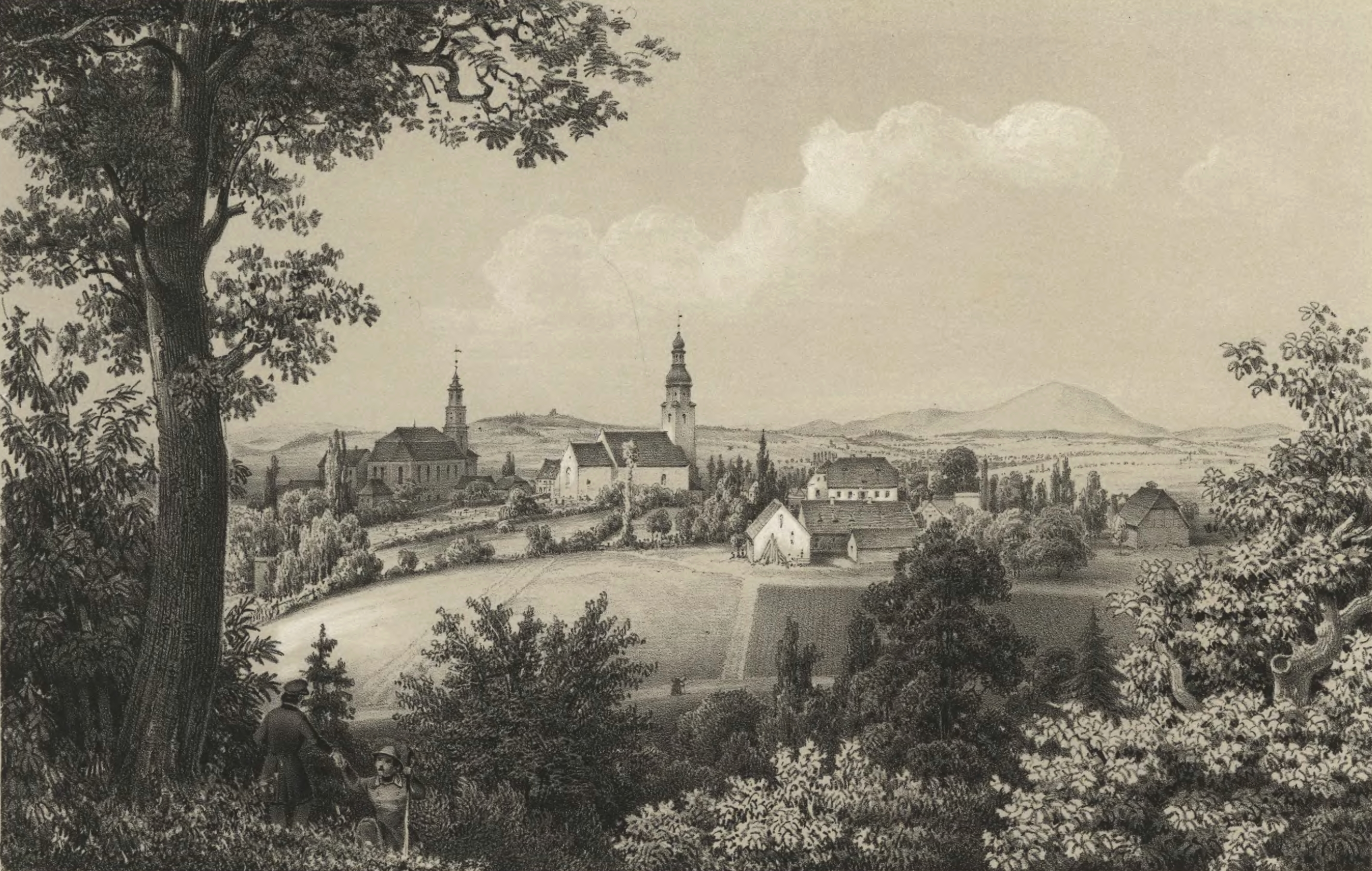
Widok na Szczawno-Zdrój w XIX wieku. (rys. Ferdynand Kosk)

Uzdrowiskowy charakter Szczawna-Zdroju był znany od średniowiecza. Bogate jest w wody lecznicze, szczawy wodorowęglanowo-sodowo-wapniowo. Po raz pierwszy właściwości lecznicze wód zbadał i potwierdził nadworny lekarz Hochbergów – Caspar Schwenckfeldt w 1597. Skład chemiczny wód, medyczne ich zastosowanie oraz wyniki przeprowadzonych analiz, zostały opisane w wydanej we Wrocławiu w 1777 r. broszurze pt. Publiczne Uwiadomienie Zdroiów Zdrowych lub wód mineralnych leczących na Śląsku w Kodowie, Reynercu, Altwasser, Szarlotenbrun, Salcbrun i Flinsbergu się znaydujących. Był to dokonany przez Dawida Vogla przekład opublikowanej w 1774 r. książeczki Johanna Gotfrieda Morgenbessera, wrocławskiego lekarza i chemika. Szczawno zyskało popularność w I poł. XIX wieku, kiedy to dzięki Augustowi Zemplinowi rozbudowano uzdrowisko i w miejscowości powstał teatr i park zdrojowy. Kolejny okres rozwoju uzdrowiska przypadł na początek XX w. M.in. w latach 1908–1911 z inicjatywy Jana Henryka XV Hochberga, księcia von Pless zbudowano wytworny „Grand Hotel”. W 1924 r. książę von Pless wraz ze swą małżonką otwarli tu 24-dołkowe pole golfowe, które wkrótce zaczęło gościć znanych golfistów z całej Europy. Hochbergowie byli właścicielami Szczawna do 1934.
W 1946 miejscowość została włączona do nowo powstałego województwa wrocławskiego na terenie powojennej Polski. W okresie od 1945 do 1950 funkcjonowała nazwa Solice Zdrój, ostatecznie przyjęto jednak obecną formę.

## Zabytki

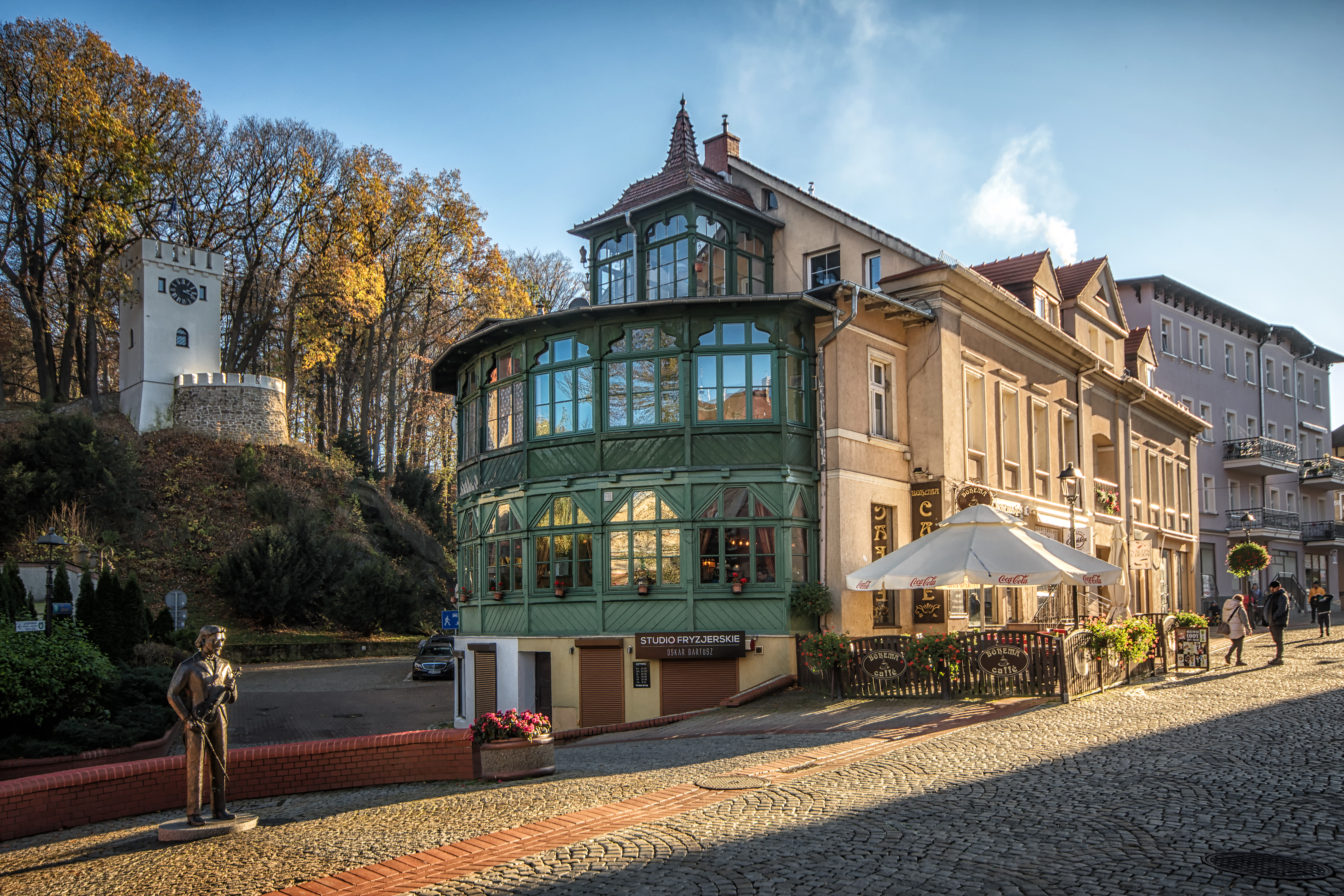
Ul. Kościuszki 14. Z lewej wieża Anny (zegarowa), wzniesiona w 1818 r.

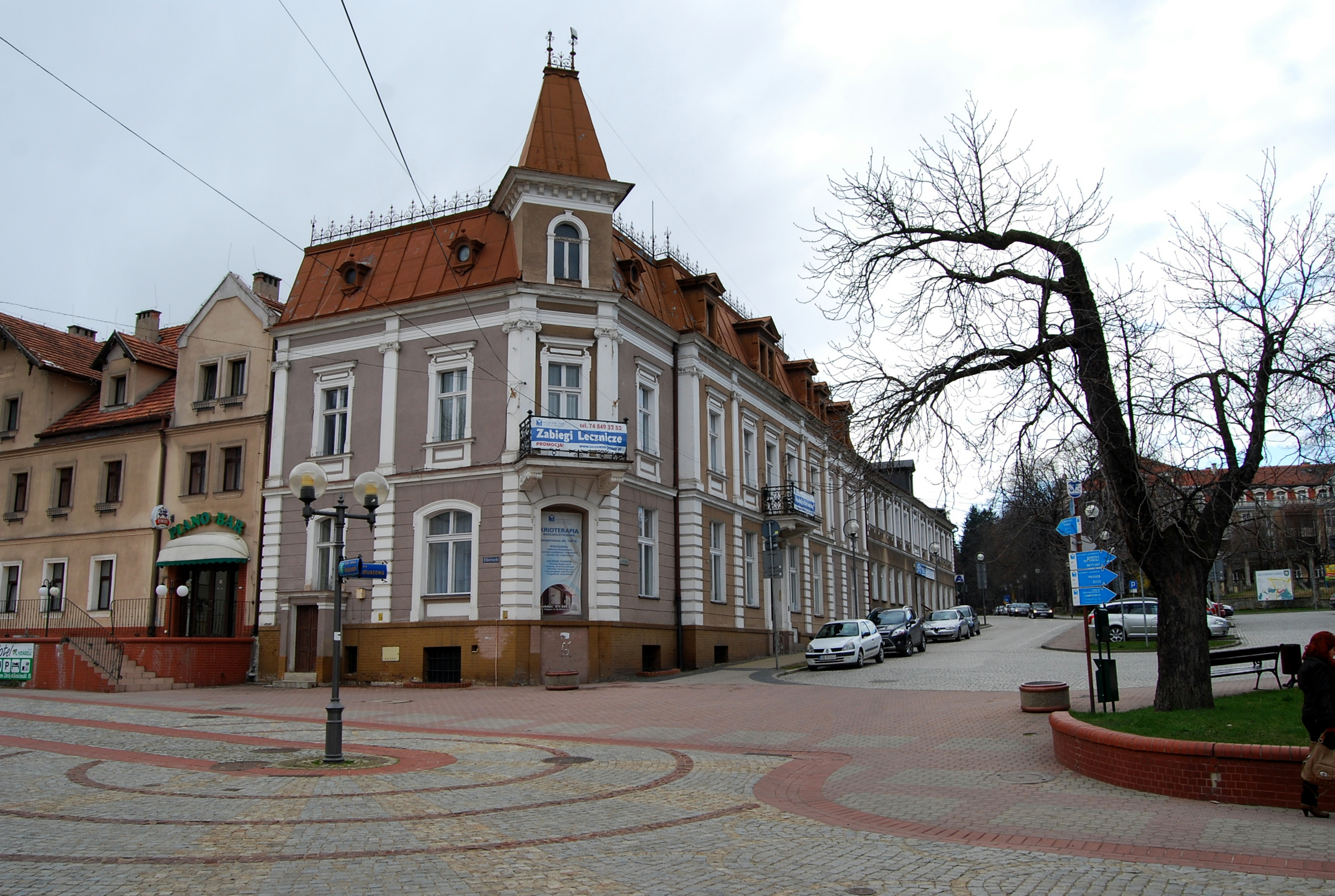
Ul. Ratuszowa 1–2 – dawny pensjonat „Posthof”

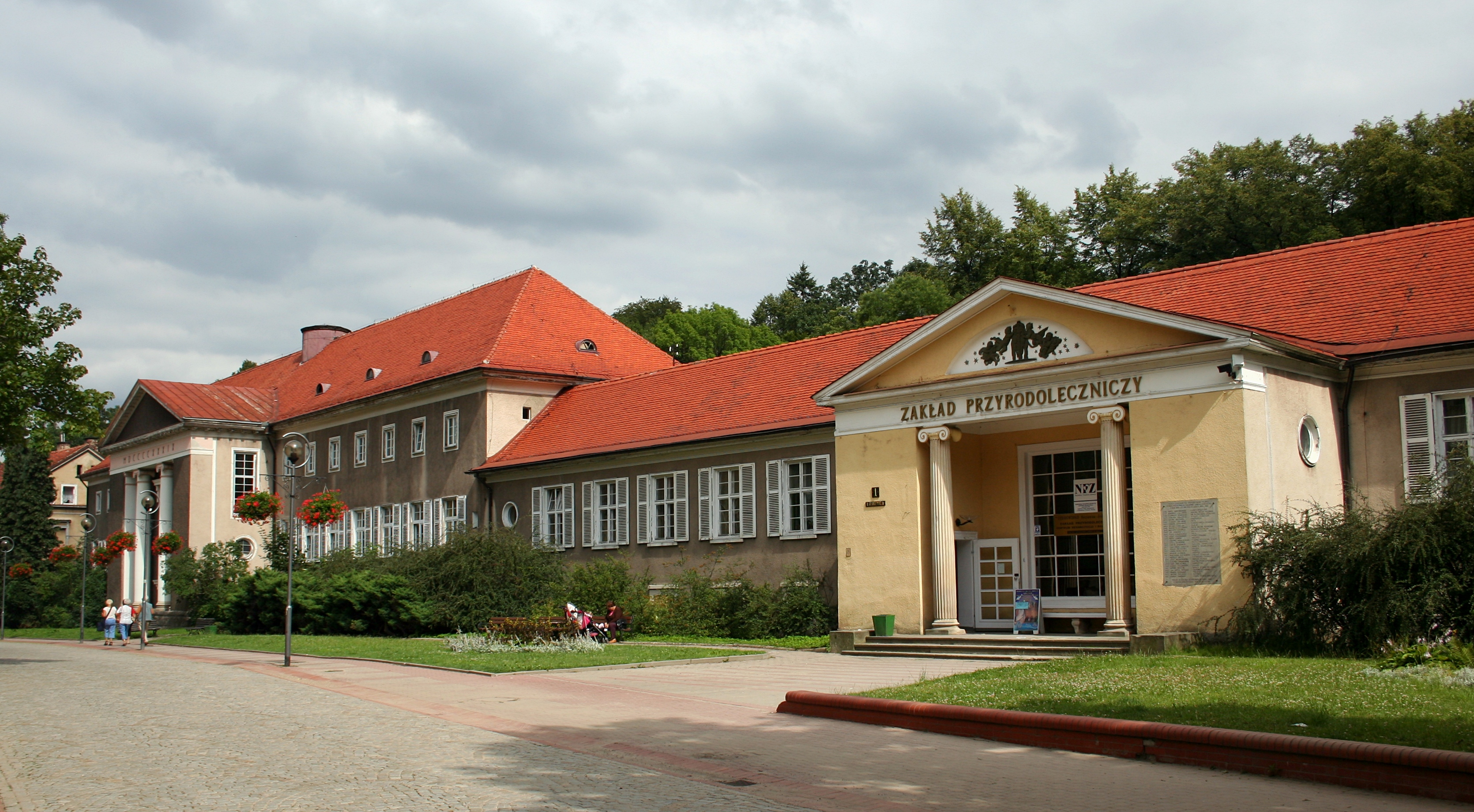
Zakład Przyrodoleczniczy

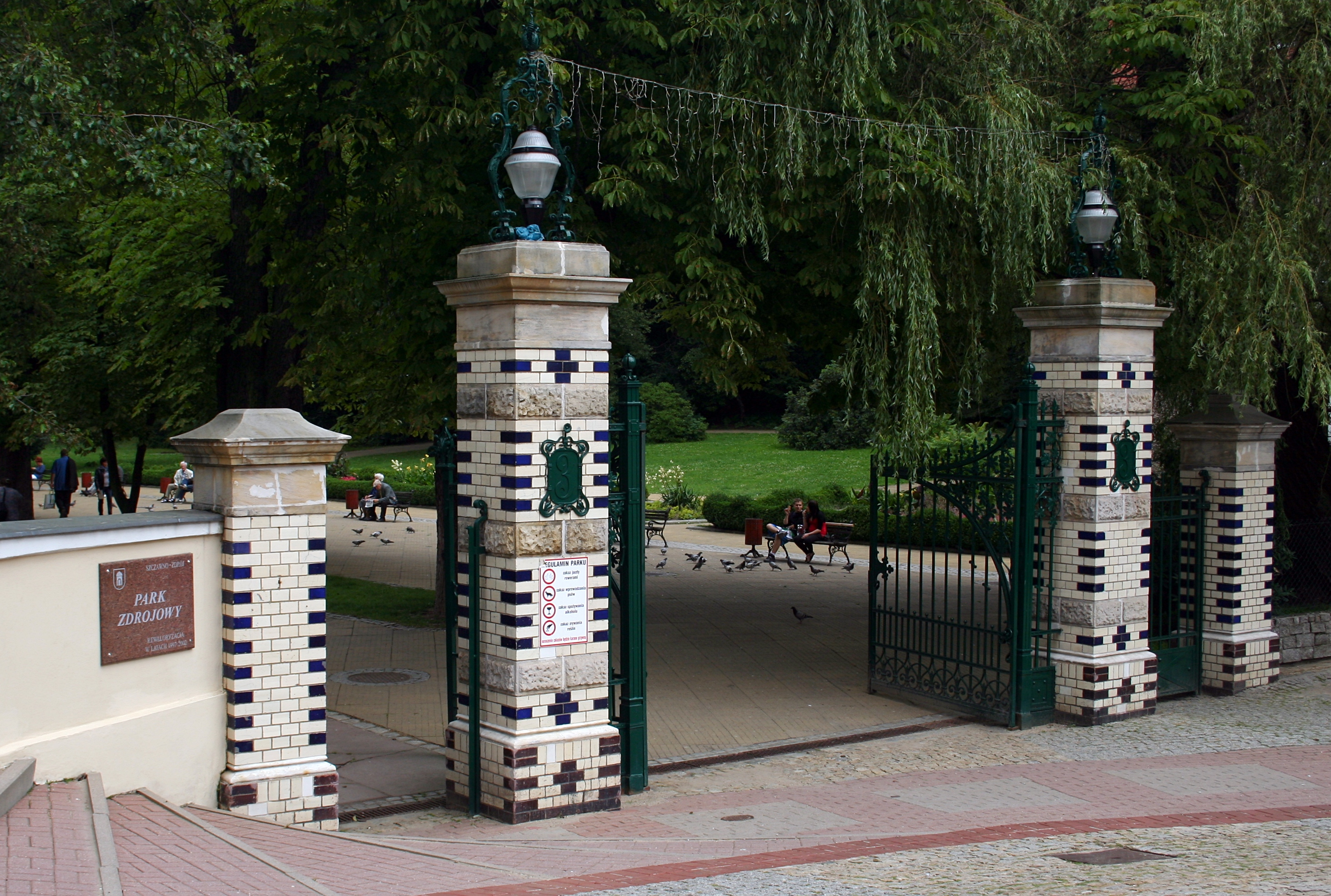
Brama parku zdrojowego

Do wojewódzkiego rejestru zabytków wpisane są:
- historyczne założenie urbanistyczne, z XIII–XIX w./XX w.
- zespół zabudowań zdrojowych, z l. 1822-1894:
  - pawilon handlowy
  - teatr zdrojowy
  - klub kuracjusza
  - „Biała Sala”
  - pijalnia wód
  - hala spacerowa
  - muszla koncertowa
  - altana nad źródłem
- park „Szwedzki”, ul. Spacerowa-Nizinna, z pierwszej ćw. XX w.
- wieża widokowa na Wzgórzu Gedymina, z 1822 r.
- willa, ul. Kolejowa 8, z 1901 r.
- hotel zdrojowy „Grand Hotel”, obecnie Sanatorium Uzdrowiskowe nr 1 – „Dom Zdrojowy im. dr J. Górskiego”, z l. 1908–1911: ogród, ogrodzenie metalowe, wybudowany przez Jana Henryka XV Hochberga, księcia von Pless jako „Grand Hotel”, duży wkład do aranżacji wystroju wnętrz obiektu wniosła była jego żona, Maria Teresa Oliwia Hochberg von Pless, zwana księżną Daisy; w kilka lat później został przemianowany na Dwór Śląski – Kurhotel Schlesische Hof (1935–1945); był inspiracją dla architektów sopockiego Grand Hotelu, m.in. gościł Winstona Churchilla, ul. Kolejowa 14
- pawilon usługowo-handlowy, drewniany, ul. Kościuszki 50, z 1935 r.
- dawny pensjonat „Preussischer Zepter” z drugiej poł. XIX w., obecnie dom mieszkalno-handlowy, ul. Kościuszki 14,
- dawny pensjonat „Dom Nauczycielek” z XIX w./XX w., obecnie szkoła sanatoryjna, ul. Ogrodowa 5,
- dawny pensjonat „Posthof”, z poł. XIX w., obecnie biura, ul. Ratuszowa 1-2.
- zakład kąpielowy „Łazienki Luizy”, ul. Sienkiewicza 1, z l. 1901–1902, 1938 r.
- dawny pensjonat „Kynast”, obecnie sanatorium „Zuch”, ul. Sienkiewicza 10, z drugiej poł. XIX w.
- dom, ul. Sienkiewicza 44, z XVIII w.
- willa, obecnie sanatorium „Dąbrówka”, ul. Wojska Polskiego 5, z 1904 r.
- dawny pensjonat „Sans Souci”, ul. Wojska Polskiego 6, z 1891 r.
- stajnia straży pożarnej, murowano-szachulcowa, ul. Nizinna, z 1913 r.

inne obiekty:
- park zdrojowy im. H. Wieniawskiego
  - wieża zegarowa Anny, wzniesiona w stylu neogotyckim w 1818 r. na skarpie na terenie Parku Zdrojowego dla uczczenia księżnej Anny von Hochberg (1770–1830) z rodziny Anhalt-Köthen-Pless. Wieżę wybudowano w pobliżu miejsca, gdzie odkopano prehistoryczne ujęcie studzienne sprzed około dwóch tysięcy lat. Poniżej wieży, na skale umieszczona jest tablica upamiętniająca ten fakt
- cmentarz żydowski
- kościół parafialny Wniebowzięcia NMP z l. 1936–1937
- kaplica parafialna M.B Częstochowskiej przy ul. Baczyńskiego 14, obszar parafii obejmuje Szczawno Zdrój z docelowym zadaniem budowy nowego kościoła na styku Wałbrzycha i Szczawna Zdroju przy cmentarzu komunalnym w Szczawnie Zdroju
- krzyż jubileuszowy usytuowany u zbiegu ulic Wojska Polskiego i Kolejowej
- rzeźba psa księcia brzeskiego Jerzego II (obecnie kopia, renesansowy oryginał w pałacu w Brzegu)[21][22][23].

## Edukacja i kultura
- Zdrojowe Centrum Kultury „Młyn”

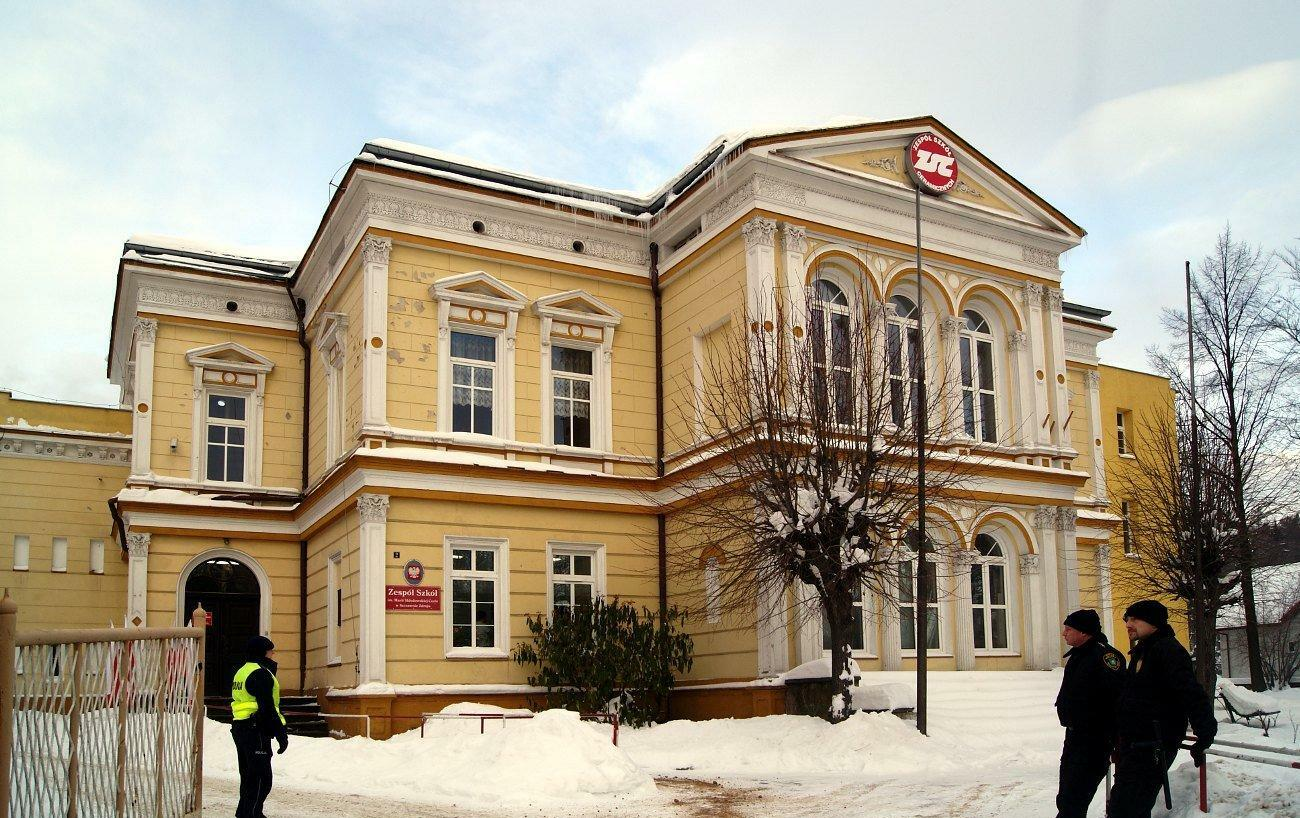
Zespół Szkół im. M. Skłodowskiej-Curie w Szczawnie-Zdroju

- Teatr Zdrojowy z 1860 z salą w stylu neorokoko, miejsce wielu koncertów, spektakli operowych i teatralnych.
- Przedszkole Miejskie
- Miejska Szkoła Podstawowa
- Gimnazjum Publiczne
- Zespół Szkół im. Marii Curie-Skłodowskiej
- Miejska Biblioteka Publiczna
- Towarzystwo Miłośników Szczawna-Zdroju

## Transport
Po Szczawnie kursują autobusy komunikacji miejskiej z Wałbrzycha.

## Demografia
Dane z 30 czerwca 2004:
| Opis                              | Ogółem | Ogółem | Kobiety | Kobiety | Mężczyźni | Mężczyźni |
| --------------------------------- | ------ | ------ | ------- | ------- | --------- | --------- |
| Jednostka                         | osób   | %      | osób    | %       | osób      | %         |
| Populacja                         | 5544   | 100    | 2957    | 53,3    | 2587      | 46,7      |
| Gęstość zaludnienia [mieszk./km²] | 372,8  | 372,8  | 198,9   | 198,9   | 174       | 174       |

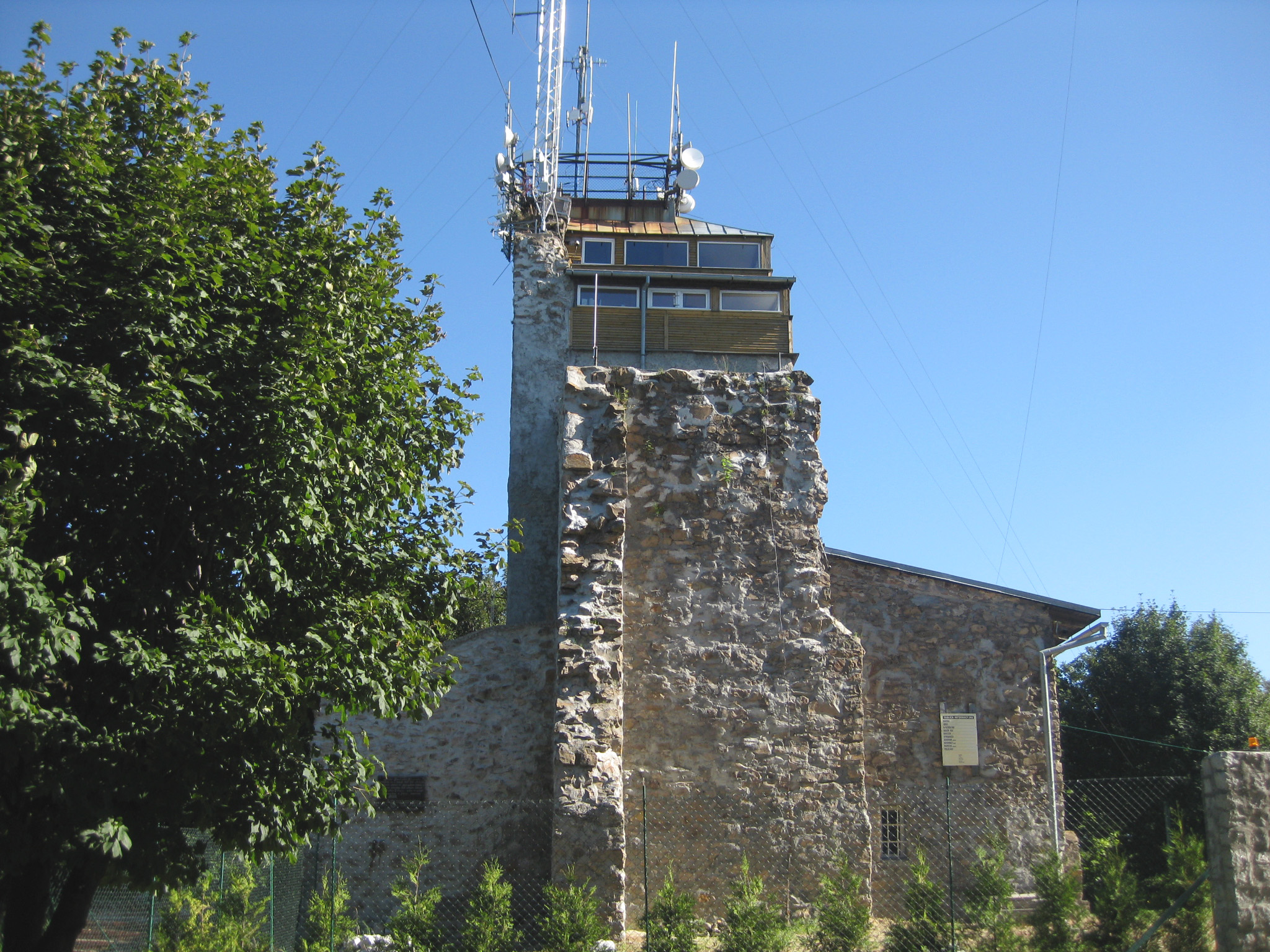
Wieża widokowa na Chełmcu

Piramida wieku mieszkańców Szczawna-Zdroju w 2014 roku.

## Sport

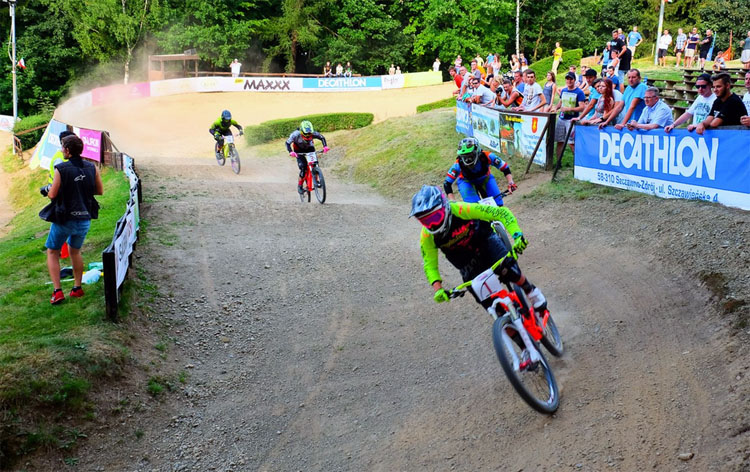
Zawody Four Cross na torze Słoneczna Polana

Na terenie Szczawnie-Zdroju zarejestrowanych jest kilkanaście kluby sportowe i stowarzyszeń sportowych między innymi:
- Miejski Klub Sportowy Szczawno Zdrój – piłka nożna[28]
- MKS Basket Szczawno Zdrój – koszykówka[29]
- SKF KT Szczawno Zdrój – tenis ziemny[30]
- MTB Wieża Anna – Kolarstwo Górskie[31]

Na terenie miasta znajduje się hala sportowa wraz z krytą pływalnią, wielofunkcyjne boisko, jak i boisko lekkoatletyczne, zarządzane przez Miejski Ośrodek Sportu i Rekreacji, oraz Tor Four Crossowy (4x) na Słonecznej Polanie.

## Szlaki turystyczne
Przez teren Szczawna Zdroju przebiegają następujące szlaki turystyczne:
1. – Europejski długodystansowy szlak pieszy E3
2. – Marciszów Górny – Krąglak – Gostków – Trójgarb – Bacówka Pod Trójgarbem – Lubomin – Chełmiec -Boguszów PKP – Dzikowiec Wielki – Unisław Śląski – Sokołowsko-Schronisko Andrzejówka – Rybnica Leśna – Wałbrzych Główny PKP (Chełmiec znajduje się na terenie gminy Szczawno-Zdrój)
3. – Bolków – Półwsie – Nagórnik – Łysica – Nowe Bogaczowice – Trójgarb – Bacówka Pod Trójgarbem – Lubomin – Szczawno Zdrój
4. – Strzegom PKS – Stawiska – Dobromierz – Pietrzyków – Chwaliszów – Zamek Cisy – Struga – Czerwone Wzgórze – Szczawno Zdrój – Wałbrzych Podzamcze – Siodełko Pod Starym Książem – Zamek Książ – Witosz – Jezioro Zielone (Jeziorko Daisy) – Witoszów Górny – Świdnica Miasto PKP

## Religia

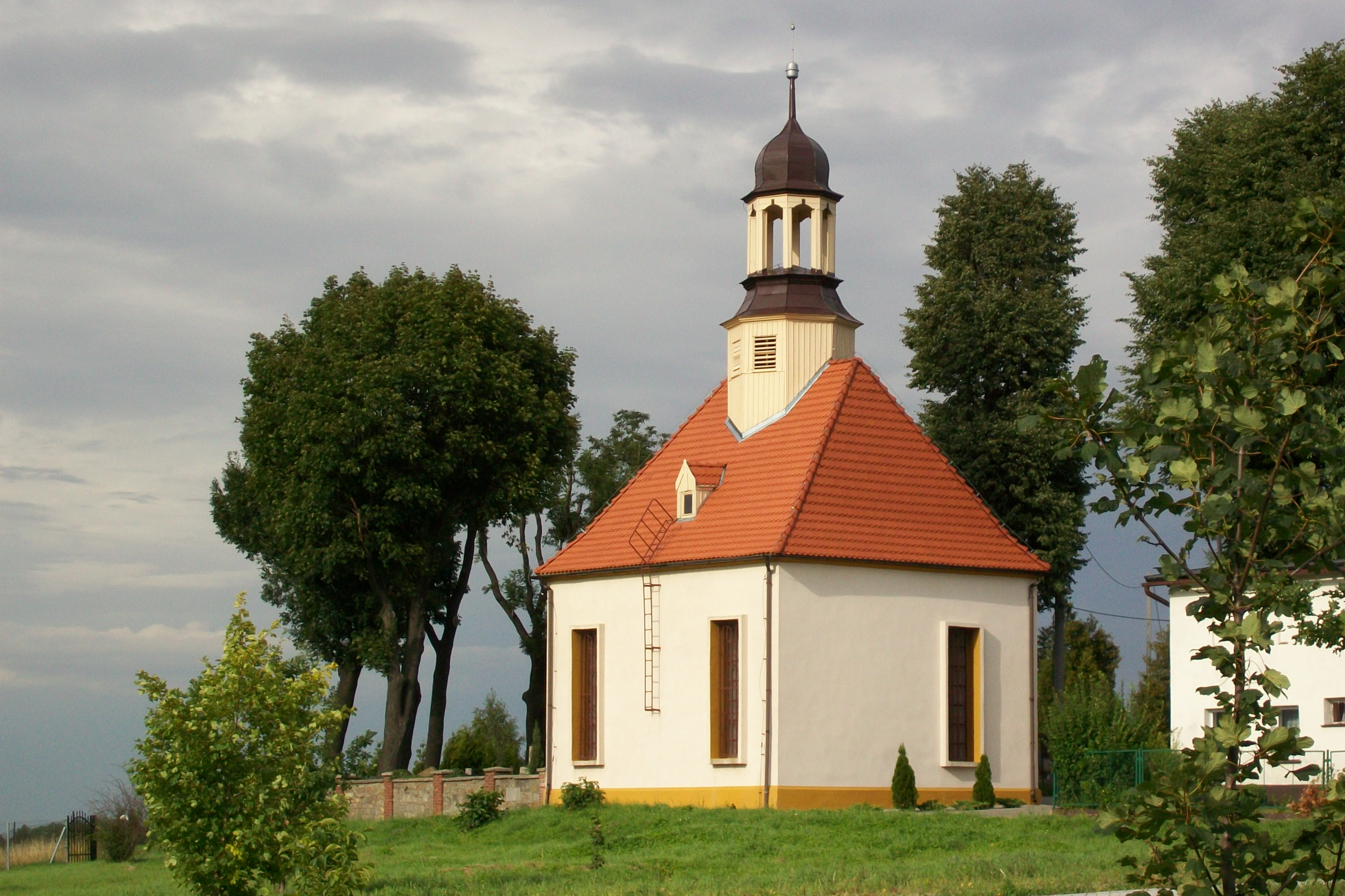
Kaplica cmentarna w Szczawnie-Zdroju

Na obszarze administracyjnym Szczawna-Zdroju funkcjonują cztery rzymskokatolickie parafie, z czego aż trzy mają swoją siedzibę w Wałbrzychu, niektóre zaś ulice ze Szczawna-Zdroju należą do tychże parafii. I tak w granicach administracyjnych Szczawna Zdroju leżą parafie: św. Rodziny w Wałbrzychu wraz z ulicą Okrężną w Szczawnie-Zdroju; parafia św. Wojciecha w Wałbrzychu wraz z ulicą Chopina i Gałczyńskiego w Szczawnie-Zdroju; oraz parafia Matki Bożej Częstochowskiej w Wałbrzychu wraz z ulicami: Baczyńskiego, Okólną i Popiełuszki w Szczawnie-Zdroju (na terenie Szczawna-Zdroju na ukończeniu budowy jest kościół). Rdzenną zaś parafią miejską w Szczawnie-Zdroju jest:
- Parafia Wniebowzięcia Najświętszej Maryi Panny w Szczawnie-Zdroju

Działalność kaznodziejską prowadzi także:
- zbór Świadków Jehowy[34]